# 사이아트 코리아
《사이아트 코리아》는 2023년 5월 17일부터 2023년 5월 31일까지 tvN에서 방송된 대학생 과학 & 예술 공연 서바이벌 프로그램이다.